# Klient nasz pan
Klient nasz pan (ang. Are You Being Served?) – brytyjski film komediowy z 1977 roku w reżyserii Boba Kelletta, oparty na będącym wówczas u szczytu popularności serialu pod tym samym tytułem. W sensie fabularnym stanowi ekranizację teatralnej adaptacji serialu, granej przez jego obsadę na różnych scenach przez dwa sezony (1976-77).

## Opis fabuły
Dom towarowy Grace Brothers, w którym rozgrywają się wszystkie odcinki serialu, zostaje zamknięty na czas remontu. Aby zagospodarować pracownikom czas przymusowego urlopu, firma funduje im dwutygodniowe wakacje w fikcyjnym hiszpańskim kurorcie Costa Plonka. Czekają tam na nich liczne niespodzianki...

## Obsada
- Mollie Sugden - Pani Slocombe
- John Inman - Pan Humphries
- Trevor Bannister - Pan Lucas
- Wendy Richard - Panna Brahms
- Frank Thornton - kapitan Peacock
- Arthur Brough - Pan Granger
- Nicholas Smith - Pan Rumbold
- Arthur English - Pan Harman
- Andrew Sachs - Carlos
- Glyn Houston - Cesare
- Karan David - Conchita

## Produkcja i przyjęcie
Choć filmowa wersja Are You Being Served? jest jedyną odsłoną serialu, której akcja rozgrywa się poza domem towarowym, zdjęcia do niej niemal w całości zrealizowano w hali zdjęciowej w Elstree Studios pod Londynem. Film spotkał się w większości z nieprzychylnymi recenzjami. Zarzucano mu powtarzanie gagów z serialu, a także niższy niż w wersji telewizyjnej poziom aktorstwa. Tłumaczono to faktem, iż aktorzy - w większości niemający wielkich doświadczeń w pracy dla kina - przyzwyczajeni byli do grania przed żywą publicznością, z udziałem której realizowano serial. Gdy musieli stanąć przed samą kamerą, ich występ wyraźnie na tym tracił.